# I Am Gabriel
I Am Gabriel è un film del 2012 diretto da Mike Norris.

## Trama
Sulla città di Promise, nel Texas, sono 10 anni che si stanno abbattendo ogni tipo di maledizioni: una terribile siccità, varie perdite di lavoro, varie malattie, disperazioni e la perdita della fede.
Un giorno una coppia, il cui unico figlio è morto dieci anni prima, incontra un ragazzo che cammina lungo la strada. Decisi ad aiutarlo, i due lo portano con loro in città. Nessuno sa chi sia quel ragazzo né da dove egli venga e l'unica cosa che il ragazzo dice di sé è di chiamarsi Gabe e di essere giunto per aiutare gli abitanti della città.
Mentre lo sceriffo Brody si mette ad indagare per scoprire l'identità del ragazzo, in città accadono diversi miracoli che sembrano essere opera di Gabe. Quando il medico della città muore il ragazzo rivela a tutti i cittadini di Promise di essere in realtà l'arcangelo Gabriele.
Prima di andarsene, Gabriele farà un regalo alla coppia che lo ha accolto in casa: i due diventeranno presto genitori di un bambino.

## Curiosità
- Costato circa 375.000 dollari, il film è stato girato a Justin, nel Texas.
- Il film è noto anche coi titoli i am...Gabriel (titolo mostrato nei titoli di testa) e I Am...Gabriel (titolo di una versione dvd).
- Il film è inedito in Italia.

## Colonna sonora
- Wooden Box - Charles Irvine
- Streets of Broken Promise - Jenna Vitalone